# 工农社会党
工农社会党（羅馬化：Sramik Krishak Samajbadi Dal）是孟加拉国的一个小型共产主义政党。该党成立于1969年，由印度革命社会党在东巴基斯坦的支持者创建。该党的意识形态是共产主义、马克思列宁主义。该党的总书记是Nirmal Sen。该党出版刊物《社会主义者》。该党仍与印度革命社会党保持着紧密关系。